# Агиос Николаос (дем Ситония)
Вижте пояснителната страница за други значения на Агиос Николаос.
Агиос Николаос (на гръцки: Άγιος Νικόλαος) е село в Северна Гърция, разположено в началото на полуостров Ситония. Селото е част от дем Ситония на област Централна Македония и според преброяването от 2001 година има 1925 жители.

## География
Агиос Николаос се намира на 107 километра от Солун. Южно от селото е възвишението Ветрино (216,4 m), а на И Каменикос (107 m). В близост са градчето Никити, пристанищното селце Ормос Панагияс и курортното селище Вурвуру.

## История

### В Османската империя
Източно от селото, на брега са развалините на укрепения метох от XVI век „Свети Николай Хрисокамарски“.
В XIX век Агиос Николаос е гръцко село в Касандрийска каза на Османската империя. Александър Синве („Les Grecs de l’Empire Ottoman. Etude Statistique et Ethnographique“) в 1878 година пише, че в Айос Николаос (Ayos-Nicolaos), Касандрийска епархия, живеят 800 гърци. Към 1900 година според статистиката на Васил Кънчов („Македония. Етнография и статистика“) в Ая Никола живеят 950 жители гърци християни. По данни на секретаря на Българската екзархия Димитър Мишев („La Macédoine et sa Population Chrétienne“) в 1905 година в Свети Никола (Sveti-Nikola) има 850 гърци.

### В Гърция
В 1912 година, по време на Балканската война, в Агиос Николаос влизат гръцки части и след Междусъюзническата война в 1913 година остава в Гърция.
| Име       | Име        | Ново име | Ново име | Описание                                    |
| --------- | ---------- | -------- | -------- | ------------------------------------------- |
| Вромобара | Βρομόμπαρα | Лимни    | Λίμνη    |                                             |
| Ветрино   | Βέτρινο    | Митерес  | Μυτερές  | възвишение на Ю от Агиос Николаос (216,4 m) |